# Liste der Baudenkmale in Hambergen
In der Liste der Baudenkmale in Hambergen sind die Baudenkmale der niedersächsischen Gemeinde Hambergen und ihrer Ortsteile aufgelistet. Der Stand der Liste ist der 24. Dezember 2022. Die Quelle der Baudenkmale ist der Denkmalatlas Niedersachsen.

## Allgemein
In den Spalten befinden sich folgende Informationen:
- Lage: die Adresse des Baudenkmales und die geographischen Koordinaten. Kartenansicht, um Koordinaten zu setzen. In der Kartenansicht sind Baudenkmale ohne Koordinaten mit einem roten Marker dargestellt und können in der Karte gesetzt werden. Baudenkmale ohne Bild sind mit einem blauen Marker gekennzeichnet, Baudenkmale mit Bild mit einem grünen Marker.
- Bezeichnung: Bezeichnung des Baudenkmales
- Beschreibung: die Beschreibung des Baudenkmales. Unter § 3 Abs. 2 NDSchG werden Einzeldenkmale und unter § 3 Abs. 3 NDSchG Gruppen baulicher Anlagen und deren Bestandteile ausgewiesen.
- ID: die Objekt-ID des Baudenkmales
- Bild: ein Bild des Baudenkmales, ggf. zusätzlich mit einem Link zu weiteren Fotos des Baudenkmals im Medienarchiv Wikimedia Commons. Wenn man auf das Kamerasymbol klickt, können Fotos zu Baudenkmalen aus dieser Liste hochgeladen werden:

## Hambergen

### Gruppe: Bahnhof Oldenbüttel
Die Gruppe hat die ID 43658235. Dreigeschossiges Empfangsgebäude mit eingeschossigem Anbau aus Backstein und daran anschließend Güterschuppen in Fachwerk mit Backsteinausfachung. Errichtet um 1890.

| Lage                                    | Bezeichnung     | Beschreibung                                                                                             | ID       | Bild |
| --------------------------------------- | --------------- | --- | -------- | ---- |
| Am Bahnhof 1 53° 17′ 1″ N, 8° 48′ 39″ O | Güterschuppen   | Eingeschossiger Fachwerkbau von um 1890 mit Satteldach in Schieferdeckung und mit Laderampe.             | 25084388 | BW   |
| Am Bahnhof 1 53° 17′ 0″ N, 8° 48′ 39″ O | Empfangsgebäude | Dreigeschossiger Backsteinbau von um 1890 über T-förmigem Grundriss mit Satteldächern in Schieferdeckung | 25082913 | BW   |

### Gruppe: Bahnhofstraße 28
Die Gruppe hat die ID 25077775. Die Hofanlage besteht aus einem Wohn-/ Wirtschaftsgebäude von 1867 und einer südöstlich davon stehenden älteren kleinen Scheune.

| Lage                                        | Bezeichnung               | Beschreibung                                                                                       | ID       | Bild |
| ------------------------------------------- | ------------------------- | -------------------------------------------------------------------------------------------------- | -------- | ---- |
| Bahnhofstraße 28 53° 18′ 3″ N, 8° 49′ 11″ O | Wohn-/ Wirtschaftsgebäude | Zweiständer-Hallenhaus von 1867 in Fachwerk mit Krüppelwalmdach in Reetdeckung                     | 25083473 | BW   |
| Bahnhofstraße 28 53° 18′ 3″ N, 8° 49′ 12″ O | Scheune                   | Teilweise verbohltes, kleines Fachwerkgebäude; mit Walmdach in Reetdeckung, errichtet Ende 18. Jh. | 25086618 | BW   |

### Gruppe: Kirchhof Hambergen
Die Gruppe hat die ID 35770508. Der Kirchhof von Hambergen konstituiert sich aus der zentral gelegenen Kirche von 1752, dem älteren ehemaligen Friedhof, auf dem sie steht, sowie einem Gefallenendenkmal, das um 1920 südöstlich der Kirche errichtet wurde.

| Lage                                      | Bezeichnung                   | Beschreibung | ID       | Bild |
| ----------------------------------------- | ----------------------------- | --- | -------- | ---- |
| Bahnhofstraße 53° 18′ 37″ N, 8° 49′ 32″ O | Kirche St. Cosmae und Damiani | Kleiner verputzter Feldsteinbau unter Satteldach in Ziegeldeckung mit Vollwalm nach Westen; quadratischer Ostturm unter Pyramidendach in Ziegeldeckung. Rechteckiger Saalbau mit Segmentbogenfenstern, Chor nach Westen. Erbaut 1752/53, Weihe am 10. Juni 1753 (i).                                                          | 25084286 |      |
| Bahnhofstraße 53° 18′ 37″ N, 8° 49′ 33″ O | Friedhof                      | Die Kirche umgebender Friedhof mit mehreren historischen Grabsteinen des 18. und 19. Jh., zum Teil älter als die Kirche (vor 1752). H. Cammann 1851; G. Bullwinkel 1831; H. Bullwinkel 1813; M. A. Ahrens 1856; P. Tiencken 1794; G. Bolwinckel 1782; A. Reincken 1722; H. Waten 1731; J. Monsees geb. 1719; G. Monsees 1794. | 35770486 | BW   |
| Hauptstraße 53° 18′ 37″ N, 8° 49′ 34″ O   | Kriegerdenkmal                | Über einem Feldsteinsockel errichtetes polygonales Bauwerk mit bogenförmigen Abschlüssen als Denkmal für die Gefallenen der Kriege 1870/71 und 1914–1918 um 1920, später ergänzt um Namen der Gefallenen des Zweiten Weltkriegs.                                                                                              | 25086632 | BW   |

### Gruppe: Ströher Straße 7
Die Gruppe hat die ID 25077796. Hofanlage aus einem Wohn-/ Wirtschaftsgebäude von 1821 und einer Querdurchfahrtsscheune des 19. Jh.

| Lage                                         | Bezeichnung               | Beschreibung | ID       | Bild |
| -------------------------------------------- | ------------------------- | --- | -------- | ---- |
| Ströher Straße 7 53° 16′ 44″ N, 8° 49′ 51″ O | Wohn-/ Wirtschaftsgebäude | Zweiständer-Hallenhaus von 1821 in Fachwerk mit Krüppelwalmdach in Reetdeckung, eine Traufseite massiv in Backstein ersetzt | 25085916 | BW   |
| Ströher Straße 7 53° 16′ 44″ N, 8° 49′ 53″ O | Scheune                   | Fachwerkgebäude mit Walmdach, Reetdeckung. und Querdurchfahrt. Errichtet im 19. Jh.                                         | 25083458 | BW   |

### Einzelbaudenkmale
| Lage                                        | Bezeichnung               | Beschreibung | ID       | Bild |
| ------------------------------------------- | ------------------------- | --- | -------- | ---- |
| Bahnhofstraße 2 53° 18′ 36″ N, 8° 49′ 31″ O | Wohn-/ Wirtschaftsgebäude | Vierständer-Hallenhaus von 1794 in Fachwerk mit Krüppelwalmdach in Reetdeckung, errichtet als Pfarrhaus, heute Kirchengemeindehaus                                                | 25084314 | BW   |
| Bremer Straße 4 53° 18′ 16″ N, 8° 50′ 22″ O | Villa                     | Ein- bis zweigeschossiger Massivbau von um 1900 mit Sattel- und Krüppelwalmdächern in Ziegeldeckung, polygonalen Turm,später Rathaus und heute Jugendfreizeitstätte Altes Rathaus | 25082897 | BW   |